# Pherotesia cristata
Pherotesia cristata är en fjärilsart som beskrevs av Claude Herbulot 1976. Pherotesia cristata ingår i släktet Pherotesia och familjen mätare. Inga underarter finns listade i Catalogue of Life.